# Jurij Pokalčuk
Jurij Volodymyrovyč Pokalčuk (ukrajinsky Юрій Володимирович Покальчук) (24. ledna 1941, Kremenec – 9. září 2008, Kyjev) byl ukrajinský spisovatel, překladatel, literární vědec, novinář a scenárista.

## Životopis
Jurij Pokalčuk se narodil 24. ledna 1941 ve městě Kremenec (Ternopilská oblast, západní Ukrajina). Dětství a mládí strávil v Lucku, kde rovněž vystudoval pedagogickou fakultu místní univerzitu. Ve studiích pokračoval na filologické fakultě Leningradské univerzity.
- od roku 1976 byl členem Svazu spisovatelů Ukrajiny
- mezi lety 1997 – 2000 – předseda Asociace ukrajinských spisovatelů
- mezi lety 2000 – 2002 – člen Národní rady pro televizi a rozhlas

Byl prvním překladatelem Jorge Luise Borgese v bývalém Sovětském svazu. Překládal rovněž Hemingway, Salingera, Kiplinga, Rimbauda aj. Je autorem 17 beletristických děl. Ovládal 11 jazyků, plynule mluvil polsky, anglicky, španělsky, francouzsky a rusky.
Od října 2007 vedl svůj blog Archivováno 17. 11. 2015 na Wayback Machine.(ukrajinsky).
Zemřel 9. září 2008 na následky rakoviny.

## Dílo
- Хто ти? (Kdo jsi?)
- Зараз і завжди (Teď a pořád)
- Кольорові мелодії (Barevné melodie)
- Кава з Матагальпи (Káva z Matahalpy)
- Час прекрасний (Čas překrásný)
- Шабля і Стріла (Šavle a Šíp 2003)
- Модерат (Moderato)
- Озерний вітер (Jezerní vítr)
- Те, що на споді (To, co je vespod)
- Таксі блюз (Taxi blues 2003)
- Окружна дорога (Obchvat (2004)
- Заборонені ігри (Zakázané hry 2005)
- Паморочливий запах джунглів (Omamná vůně džunglí 2005)
- Хулігани (Chuligáni 2006)
- Кама Сутра (Kama Sutra – sbírka povídek) (2007)
- Не наступайте на любов (Nešlapejte na lásku – sbírka básní) (2007)